# Сальников, Андрей Владимирович
Андре́й Влади́мирович Са́льников (13 марта 1982, Муром, Владимирская область, РСФСР, СССР) — российский футболист, игравший на позиции нападающего; тренер.

## Карьера
Начал карьеру в составе дубля московского «Торпедо» в 2001 году. Следующие два года выступал в клубе «Титан» Клин. В дальнейшем выступал за команды «Урал», «Кубань», «Спартак-Нальчик», «Лада» Тольятти, «Звезда» Иркутск, «Черноморец» Новороссийск, «Нижний Новгород».
В 2009 году являлся игроком казахстанских клубов «Ордабасы» и «Жетысу». В 2010 году вновь вернулся в «Нижний Новгород». В феврале 2012 года стал официально игроком «Балтики». В феврале 2014 года перешёл в воронежский «Факел». Играл также за «Выбор-Курбатово» и «Динамо» Брянск.
В 2019 году с 27 апреля по 3 июня являлся главным тренером дзержинского «Химика», до этого тренировал команду «Горький-СШОР-8».